# Dress You Up
"Dress You Up" là một bài hát của ca sĩ người Mỹ Madonna nằm trong album phòng thu thứ hai của cô, Like a Virgin (1984). Nó được phát hành vào ngày 24 tháng 7 năm 1985 bởi Sire Records như là đĩa đơn cuối cùng trích từ album. Bài hát trở thành đĩa đơn thứ 6 liên tiếp của Madonna vươn đến top năm bảng xếp hạng Billboard Hot 100 và lọt vào top 10 ở Úc, Bỉ, Canada, Ireland, New Zealand và Vương quốc Anh. Một màn trình diễn trong chuyến lưu diễn đầu tay của nữ ca sĩ được sử dụng làm video ca nhạc.

## Danh sách track và định dạng
- Đĩa 7" tại Mỹ

1. "Dress You Up" – 3:58
2. "Shoo-Bee-Doo" (bản LP) – 5:14

- Đĩa 12" tại Mỹ

1. "Dress You Up" (The 12" Formal Mix) – 6:15
2. "Dress You Up" (The Casual Mix không lời) – 4:36
3. "Shoo-Bee-Doo" (bản LP) – 5:14

- Đĩa CD tại Nhật

1. "Dress You Up" (The 12" Formal Mix) – 6:15
2. "Shoo-Bee-Doo" – 5:14
3. "Ain't No Big Deal" – 4:17
4. "Dress You Up" (The Casual Mix không lời) – 4:36

- Đĩa 7" tại Vương quốc Anh

1. "Dress You Up" – 3:58
2. "I Know It" – 3:45

- Đĩa 12" tại Vương quốc Anh

1. "Dress You Up" (The 12" Formal Mix) – 6:15
2. "Dress You Up" (The Casual Mix không lời) – 4:36
3. "I Know It"

## Xếp hạng và chứng nhận
| Bảng xếp hạng (1985)                            | - Vị trí - cao nhất |
| ----------------------------------------------- | ------------------- |
| Australia (Kent Music Report)                   | 5                   |
| Bỉ (Ultratop 50 Flanders)                       | 5                   |
| Belgium (\|VRT Top 30)                          | 4                   |
| Canada Top Singles (RPM)                        | 10                  |
| Eurochart Hot 100 (Billboard)                   | 6                   |
| Pháp (SNEP)                                     | 18                  |
| Trường songid là BẮT BUỘC CHO BẢNG XẾP HẠNG ĐỨC | 20                  |
| Ireland (IRMA)                                  | 3                   |
| Italy (FIMI)                                    | 16                  |
| Hà Lan (Dutch Top 40)                           | 5                   |
| Hà Lan (Single Top 100)                         | 7                   |
| New Zealand (Recorded Music NZ)                 | 7                   |
| Tây Ban Nha (PROMUSICAE)                        | 11                  |
| Thụy Sĩ (Schweizer Hitparade)                   | 20                  |
| Anh Quốc (OCC)                                  | 5                   |
| Hoa Kỳ Billboard Hot 100                        | 5                   |
| Hoa Kỳ Adult Contemporary (Billboard)           | 32                  |
| Hoa Kỳ Dance Club Songs (Billboard)             | 1                   |
| Hoa Kỳ Hot R&B/Hip-Hop Songs (Billboard)        | 64                  |

| Bảng xếp hạng (1985)                | Vị trí |
| ----------------------------------- | ------ |
| US Billboard Hot 100                | 98     |
| US Hot Dance Club Songs (Billboard) | 13     |

| Quốc gia       | Chứng nhận | Số đơn vị/doanh số chứng nhận |
| -------------- | ---------- | ----------------------------- |
| Anh Quốc (BPI) | Bạc        | 210,000                       |
|                |            |                               |